# بنو راعی (یمن)
 بنو راعی  به عربی ( بنو راعی )، روستایی است در دهستان بَنی مطر  از توابع استان   استان صَنعاء   در کشور یمن در شبه جزیره عربستان.

## جمعیت
جمعیت آن (۵۵ ) نفر (۶ خانوار) می‌باشد.